# Ecuador en los Juegos Olímpicos de París 2024
Ecuador está representado en los Juegos Olímpicos de París 2024 por un total de 40 deportistas que compiten en 12 deportes. El responsable del equipo olímpico es el Comité Olímpico Ecuatoriano, así como las federaciones deportivas nacionales de cada deporte con participación.
Los portadores de la bandera en la ceremonia de apertura fueron el jinete Julio Mendoza Loor y la halterófila Neisi Dajomes.

## Medallistas
El equipo olímpico ecuatoriano ha obtenido las siguientes medallas:
| Nombre                                                           | Deporte      | Competición                          |
| ---------------------------------------------------------------- | ------------ | ------------------------------------ |
| Oro                                                              |              |                                      |
| PINTADO ÁLVAREZ, Brian Daniel                                    | Atletismo    | 20 km marcha M                       |
| Plata                                                            |              |                                      |
| PINTADO ÁLVAREZ, Brian Daniel MOREJÓN QUIÑÓNEZ, Glenda Estefanía | Atletismo    | Maratón de marcha por relevos mixtos |
| YÉPEZ GUZMÁN, Lucía Yamileth                                     | Lucha        | Lucha libre, 53 kg F                 |
| Bronce                                                           |              |                                      |
| PALACIOS DAJOMES, Angie Paola                                    | Halterofilia | 71 Kg F                              |
| DAJOMES BARRERA, Neisi Patricia                                  | Halterofilia | 81 Kg F                              |

## Atletismo
Artículo principal: Anexo: Atletismo en los Juegos Olímpicos de París 2024

### Eventos de pista y carretera

#### Masculino
| Atleta        | Evento       | Eliminatoria | Eliminatoria | Semifinal | Semifinal | Final     | Final          |
| Atleta        | Evento       | Resultado    | Puesto       | Resultado | Puesto    | Resultado | Puesto         |
| ------------- | ------------ | ------------ | ------------ | --------- | --------- | --------- | -------------- |
| Brian Pintado | 20 km marcha | N/A          | N/A          | N/A       | N/A       | 1:18:55   | Medalla de oro |
| David Hurtado | 20 km marcha | N/A          | N/A          | N/A       | N/A       | 1:20:30   | 15             |
| Jordy Jiménez | 20 km marcha | N/A          | N/A          | N/A       | N/A       | 1:21:44   | 25             |

#### Femenino
| Atleta                | Evento       | Eliminatoria | Eliminatoria | Repechaje | Repechaje | Semifinal | Semifinal | Final      | Final     |
| Atleta                | Evento       | Resultado    | Puesto       | Resultado | Puesto    | Resultado | Puesto    | Resultado  | Puesto    |
| --------------------- | ------------ | ------------ | ------------ | --------- | --------- | --------- | --------- | ---------- | --------- |
| Glenda Morejón        | 20 km marcha | N/A          | N/A          | N/A       | N/A       | N/A       | N/A       | 1:27:37    | 6         |
| Paula Torres          | 20 km marcha | N/A          | N/A          | N/A       | N/A       | N/A       | N/A       | 1:28:48 PB | 9         |
| Magaly Bonilla        | 20 km marcha | N/A          | N/A          | N/A       | N/A       | N/A       | N/A       | 1:30:33    | 19        |
| Ángela Tenorio        | 100 m        | 11.35        | 6            | N/A       | N/A       | No avanzó | No avanzó | No avanzó  | No avanzó |
| Gabriela Anahí Suárez | 200 m        | 23.33        | 5            | 23.54     | 5         | No avanzó | No avanzó | No avanzó  | No avanzó |
| Aimara Nazareno       | 200 m        | 23.52        | 7            | 23.35     | 5         | No avanzó | No avanzó | No avanzó  | No avanzó |
| Nicole Caicedo        | 200 m        | 23.18        | 4            | 23.04     | 3         | No avanzó | No avanzó | No avanzó  | No avanzó |
| Nicole Caicedo        | 400 m        | DQ           | -            | No avanzó | No avanzó | No avanzó | No avanzó | No avanzó  | No avanzó |
| Maribel Caicedo       | 100 m vallas | 13.05        | 8            | 12.83     | 2         | 12.67     | 4         | No avanzó  | No avanzó |

#### Mixto
| Atleta                         | Evento        | Eliminatoria | Eliminatoria | Semifinal | Semifinal | Final     | Final            |
| Atleta                         | Evento        | Resultado    | Puesto       | Resultado | Puesto    | Resultado | Puesto           |
| ------------------------------ | ------------- | ------------ | ------------ | --------- | --------- | --------- | ---------------- |
| Brian Pintado - Glenda Morejón | Maratón Mixta | N/A          | N/A          | N/A       | N/A       | 2:51:22   | Medalla de plata |

### Eventos de lanzamientos y Saltos

#### Masculino
| Atleta       | Evento | Eliminatoria | Eliminatoria | Semifinal | Semifinal | Final     | Final     |
| Atleta       | Evento | Resultado    | Puesto       | Resultado | Puesto    | Resultado | Puesto    |
| ------------ | ------ | ------------ | ------------ | --------- | --------- | --------- | --------- |
| Juan Caicedo | Disco  | 60.99        | 12           | No avanzó | No avanzó | No avanzó | No avanzó |

## Boxeo
Artículo principal: Anexo: Boxeo en los Juegos Olímpicos de París 2024

### Masculino
| Atleta                 | Evento      | Dieciséisavos de final | Octavos de final                      | Cuartos de final                  | Semifinales        | Final              | Final     |
| Atleta                 | Evento      | Oponente Resultado     | Oponente Resultado                    | Oponente Resultado                | Oponente Resultado | Oponente Resultado | Puesto    |
| ---------------------- | ----------- | ---------------------- | ------------------------------------- | --------------------------------- | ------------------ | ------------------ | --------- |
| Gerlon Congo           | Peso pesado | EXENTO                 | Texeira (BRA) Victoria por puntos 3–2 | Aboudou-Moindze (FRA) Derrota 4-1 | No avanzó          | No avanzó          | No avanzó |
| José Gabriel Rodríguez | Peso medio  | EXENTO                 | Nishant Dev (IND) Derrota 2-3         | No avanzó                         | No avanzó          | No avanzó          | No avanzó |

### Femenino
| Atleta              | Evento      | Dieciséisavos de final                   | Octavos de final                       | Cuartos de final             | Semifinales        | Final              | Final     |
| Atleta              | Evento      | Oponente Resultado                       | Oponente Resultado                     | Oponente Resultado           | Oponente Resultado | Oponente Resultado | Puesto    |
| ------------------- | ----------- | ---------------------------------------- | -------------------------------------- | ---------------------------- | ------------------ | ------------------ | --------- |
| María José Palacios | Peso ligero | Alexiusson (SWE) Victoria por puntos 4–1 | McDonald (AUS) Victoria por puntos 5-0 | Wu Shih-Yi (TPE) Derrota 1-4 | No avanzó          | No avanzó          | No avanzó |

## Ciclismo
Artículo principal: Anexo: Ciclismo en los Juegos Olímpicos de París 2024

### Ruta

#### Disputas por el cupo olímpico
En octubre de 2023 la Unión Ciclista Internacional notificó a la Federación Ecuatoriana de Ciclismo que solamente tendrá un cupo en ciclismo de ruta, esto tras quedar en el puesto 23 del escalafón mundial, tras ello la federación implementó un reglamento en la que generó polémica, puesto que Richard Carapaz reclamó que ese cupo le pertenecía por derecho,